# Australotingis
Australotingis is een geslacht van wantsen uit de familie van de Tingidae (Netwantsen). Het geslacht werd voor het eerst wetenschappelijk beschreven door Hacker in 1927.

## Soorten
Het genus bevat de volgende soorten:

- Australotingis franzeni Hacker, 1927
- Australotingis vinnula Drake, 1953